# Extrakt
Extrakt, av latinets extractus (till extrahere, dra ut), läkemedel eller ingrediens till kosmetika med verksam substans från växt- eller djurriket. Substansen dras ut med hjälp av vatten eller organiska lösningsmedel (alkohol, eter etc.) varefter växtdelar och större partiklar filtreras bort.  
Extrakt är en blandning av ämnen som dras ur en organism ( djur, växt, bakterie eller svampar) med hjälp av principen lika löser lika.  
Olika typer av extrakt: 
- Infusion görs relativt snabbt med ett varmt eller hett men inte kokande lösningsmedel. Lösningsmedlet slås på de ofta finfördelade växtdelarna som urlakas på substanser och detta får sedan stå och dra. Te är ett exempel på en sådan infusion. Infusioner på alkohol kallas tinktur.
- Dekokter görs genom att växtdelarna kokas i lösningsmedlet.
- Macerat tar längre tid att framställa. Växtdelarna ligger länge och drar i lösningsmedel som kan vara från kallt till ljummet.

Extrakt kan ibland koncentras genom att delar av lösningsmedlet avlägsnas.